# Нормальная форма игры
В теории игр, игра в нормальной или стратегической форме (англ. normal form) состоит из трех элементов: множества игроков, множества чистых стратегий каждого игрока, множества платежных функций каждого игрока. Таким образом, игру в нормальной форме можно представить в виде n-мерной матрицы (таблицы), элементы которой это n-мерные платежные вектора. Эта таблица называется платёжной матрицей (англ. payoff matrix).

## Формальное определение
Игрой в нормальной форме называется тройка {\displaystyle G=\left\langle P,\mathbf {S} ,\mathbf {F} \right\rangle }, где
{\displaystyle P=\{1,2,\ldots ,m\}} — множество игроков
{\displaystyle \mathbf {S} =\{S_{1},S_{2},\ldots ,S_{m}\}} — множество множеств чистых стратегий каждого игрока,
{\displaystyle \mathbf {F} =\{F_{1},F_{2},\ldots ,F_{m}\}} — множество функций платежей для каждого игрока.
У каждого игрока {\displaystyle i\in P} имеется конечный набор чистых стратегий {\displaystyle S_{i}=\{1,2,\ldots ,n_{i}\}} и 
функция полезности (функция платежа) {\displaystyle F_{i}:S_{1}\times S_{2}\times \ldots \times S_{m}\rightarrow \mathbb {R} }.
Исход игры — это комбинация чистых стратегий каждого игрока:
{\displaystyle {\vec {s}}=(s_{1},s_{2},\ldots ,s_{m})}
где {\displaystyle s_{1}\in S_{1},s_{2}\in S_{2},\ldots ,s_{m}\in S_{m}}.

## Два игрока/две стратегии
Случай двух игроков — двух чистых стратегий отображен на таблице. Чистые стратегии первого игрока: U и D. Чистые стратегии второго игрока: L и R. Если первый игрок выбирает U, а второй игрок (единовременно) выбирает L, то соответствующие платежи равны 4 и 3 (первый элемент вектора (4, 3) обозначает платеж первого игрока, а второй — платеж второго игрока в случае, если были выбраны стратегии U и L). То есть чтобы найти распределение платежей, соответствующих каждому набору сыгранных стратегий, необходимо просто найти вектор, находящийся на пересечении соответствующих рядов и колонок таблицы (ряды соответствуют стратегиям первого игрока, а колонки — стратегиям второго игрока). Сыгранная комбинация стратегий называется исходом игры. В данном примере исход игры (U, L). Все возможные исходы для этой игры: {(U, L), (U, R), (D, L), (D, R)}.
Очевидно, каждая ячейка таблицы соответствует одному из возможных исходов.

## Функция полезности
В общем случае предполагается, что игрок имеет предпочтения на множестве исходов. То есть для каждого игрока заданы бинарные отношения между элементами этого множества. Это значит, что игрок может сравнить любые два исхода: игрок или отдает предпочтение одному из двух исходов или остаться безразличным между обоими исходами. При определенных дополнительных предположениях относительно предпочтений игрока можно показать, что существует функция полезности Неймана-Монгенштерна представляющая полезность каждого исхода как действительное число u(s), при чём если u(s)≥u(s’) <=> игрок предпочитает (или безразличен) исход s исходу s’. В нашем примере первый игрок предпочитает исход (U, L) исходу (D, R) так как 4>3.

## Игры с полной/неполной информацией
В играх с полной информацией описание игры известно всем игрокам (все игроки знают чистые стратегии и функции полезности всех остальных игроков). В играх с неполной информацией некоторые игроки могут не знать функции полезности других игроков (то есть не знать некоторые конкретные значения для ячеек таблицы из нашего примера).
Любая игра в экстенсивной форме может быть представлена игрой в нормальной форме (не обязательно эквивалентной).
Представление игры в нормальной форме может быть использовано для нахождения доминируемых стратегий.